# 3. Jahrtausend v. Chr.
Portal Geschichte | Portal Biografien | Aktuelle Ereignisse | Jahreskalender | Tagesartikel

◄ |
4. Jahrtausend v. Chr. |
3. Jahrtausend v. Chr. | 2. Jahrtausend v. Chr.  | ► 

30. Jh. v. Chr. |
29. Jh. v. Chr. |
28. Jh. v. Chr. |
27. Jh. v. Chr. |
26. Jh. v. Chr. |
25. Jh. v. Chr. |
24. Jh. v. Chr. |
23. Jh. v. Chr. |
22. Jh. v. Chr. |
21. Jh. v. Chr.

Übersichtskarte der der globalen Situation am Ende des 3. Jahrtausends v. Chr.; Farbcodiert nach kulturer Differenzierung.
Jäger und Sammler
nomadische Weidewirtschaftler
einfache bäuerliche Gesellschaften
komplexe landwirtschaftliche Gesellschaften (Alter Orient, Bronzezeit in Europa, Xia-Dynastie, Präkolumbische Kulturen in den Anden)
staatlich organisierte Gesellschaften (Fruchtbarer Halbmond, Minoische Kultur, Indus-Kultur, Norte-Chico-Kultur)
Der rote Umriss zeigt das Ausmaß der Bronzezeit zu diesem Zeitpunkt an.

Das 3. Jahrtausend v. Chr. beschreibt den Zeitraum von 3000 v. Chr. bis 2000 v. Chr. Damit begann in Mitteleuropa ab dem 22. Jahrhundert v. Chr. die Bronzezeit, die bis in das 8. Jahrhundert v. Chr. reichte.

## Epochen
- Mitteleuropa: Endneolithikum mit den archäologischen Kulturen der Schnurkeramik, Glockenbecherkultur, Schönfelder Kultur
- 2800–2200 v. Chr.: Kykladenkultur.
- Ende der Liangzhu-Kultur in China (Beginn ca. 3300 v. Chr.), es folgt die Longshan-Kultur (ca. 3000–2000 v. Chr.)
- Ca. 2070 v. Chr.: Beginn der Xia-Dynastie in China (Ende ca. 1600 v. Chr.)
- Um 2640–2160 v. Chr.: Altes Reich in Ägypten (3.–6. Dynastie).
- Um 2040 v. Chr.: Beginn des Mittleren Reiches in Ägypten durch Reichseinigung von Mentuhotep I.
- 2900–2330 v. Chr.: Frühsumerische Dynastien.
- Um 2400 v. Chr.: Dynastie von Awan im Königreich Elam.
- 2800–1800 v. Chr.: Indus-Kultur.

## Ereignisse
- Gründung der Stadt Caral in Peru als älteste Stadt Amerikas (27. Jahrhundert v. Chr.)
- Errichtung des 40 m hohen Silbury Hill in Wiltshire, England, des größten von Menschen vor dem Industriezeitalter errichteten Hügels in Europa (26. Jahrhundert v. Chr.)
- Ende der Dawenkou-Kultur in Nordostchina.
- Königreich Elam im Iran.
- Dynastie von Lagaš in Sumer.
- Blütezeit von Ur in Mesopotamien (2474–2398 v. Chr.)
- Erste Dynastie von Babylon, gewinnt aber erst 2000 v. Chr. größere Bedeutung.

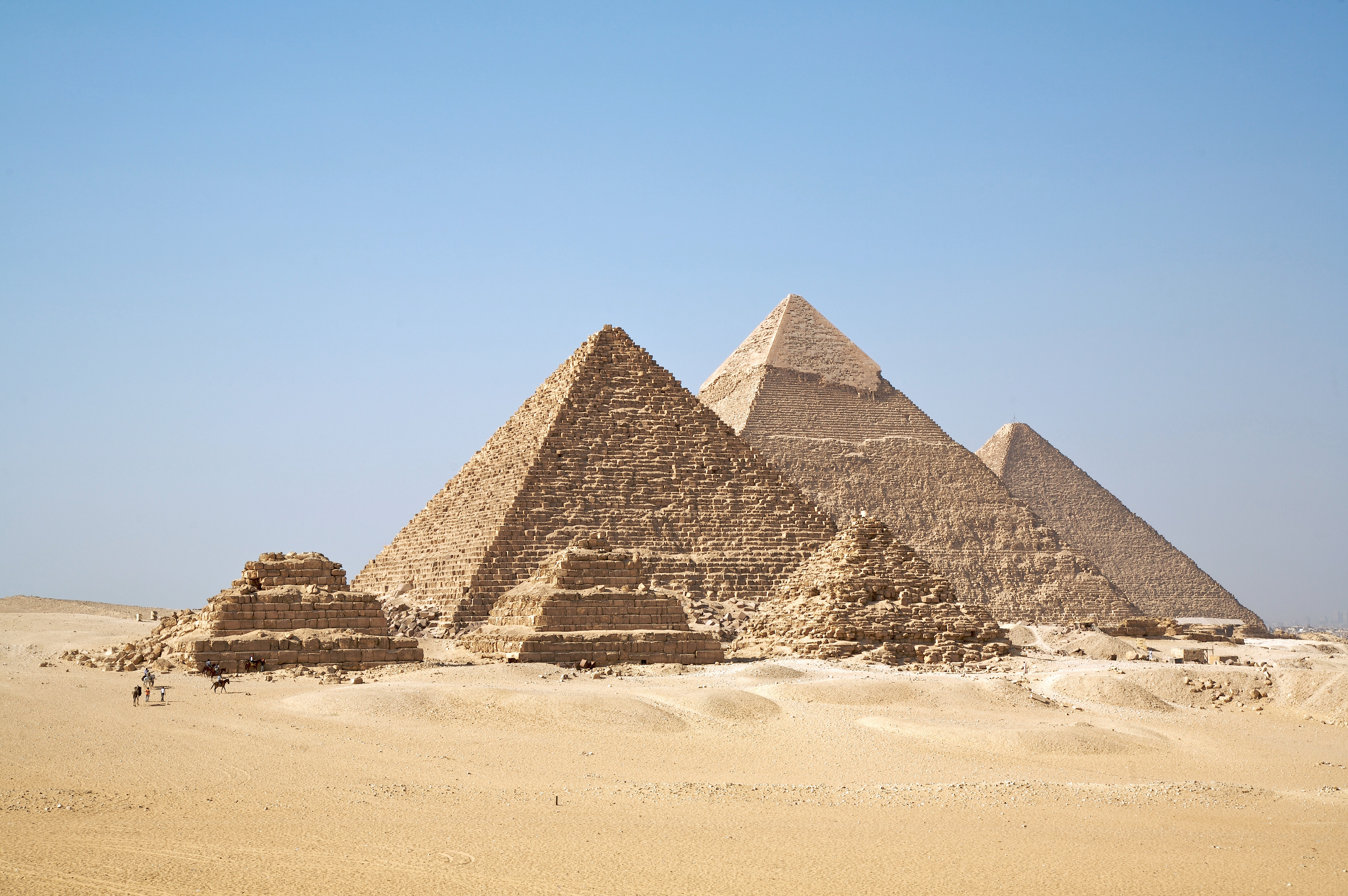
Bauzeitraum der Pyramiden von Gizeh um etwa 2620 bis 2500 v. Chr.

- 3. Dynastie (um 2640–2575 v. Chr.) und 4. Dynastie (um 2575–2465 v. Chr.) in Ägypten, Beginn des Alten Reiches (3.–6. Dynastie), der Pyramidenzeit.
- 2500 v. Chr.: Erste Besiedelung Grönlands.
- Mitte des Jahrtausends besiedeln, aus dem südchinesischen Raum kommend, Proto-Malaien die malaiische Halbinsel und Borneo. Heutige Nachfahren sind unter anderem die Dayak und Moken.
- Gründung der Stadt Mari (Syrien) (24. Jahrhundert v. Chr.)
- Verbreitung von Kugelamphoren-Kultur und Schnurkeramik.
- Indogermanen in Griechenland (23. Jahrhundert v. Chr.)
- Muschelhaufenkultur der Ainu in Japan.
- Glockenbecherkultur in Spanien.
- Erste Schiffsreisen der Ägypter.
- Nach den bibel-exegetischen Berechnungen des irischen Theologen James Ussher (1581–1656) fand 2501 v. Chr. die Sintflut statt.
- Die Funde der Familiengräber von Eulau, auf die zweite Hälfte des 3. Jahrtausends v. Chr. datiert, sorgen für großes Aufsehen.

## Wichtige Personen
- Ur-nina, legendärer König von Lagaš (29. Jahrhundert v. Chr.)
- Gilgamesch war König von Uruk.
- Meskalamdug war um 2600 v. Chr. König von Ur.
- Urukagina war um 2350 v. Chr. König von Lagasch, großer Reformer, schafft die ersten Gesetzestafeln (24. Jahrhundert v. Chr.)
- Lugal-Zagesi, König von Uruk und Umma. Erobert Lagasch (2371–2347 v. Chr.)
- Sargon von Akkad, Gründer der Reiche Akkad und Sumer (2371–2316 v. Chr.)
- Ur-Nammu, Gründer der 3. Dynastie von Ur (2112–2095 v. Chr.)
- Vermutete Lebenszeit des Buddha Dipamkara.
- Gudea von Lagaš, bedeutendster Herrscher der 2. Dynastie von Lagasch in Sumer.
- Pharao Djoser, (Stufenpyramide von Sakkara), Erstmalige Ausgestaltung des Königsgrabs als Pyramide durch Bauleiter Imhotep.
- Pharao Snofru, Begründer der 4. Dynastie lässt drei Pyramiden erbauen
- Pharao Cheops in der 4. Dynastie.
- Pharao Chephren in der 4. Dynastie.
- Pharao Mykerinos in der 4. Dynastie.
- Pharao Mentuhotep II. (2061–2010 v. Chr., Datierung unsicher, er mag schon im 2. Jahrtausend regiert haben), Begründer des Mittleren Reiches, Neuer Pharaositz in Theben mit Haupttempel in Karnak.

## Erfindungen und Entdeckungen
- Metrologische Tabellen und Rechentabellen in Mesopotamien.
- Domestizierung des Pferdes.
- Bau der großen Pyramide von Gizeh (26. Jahrhundert v. Chr.)
- Bau der monumentalen Sphinx durch Pharao Chephren.
- Erste Zikkurats in Sumer.
- In China entwickelt um 2800 v. Chr. die Dawenkou-Kultur Schriftzeichen auf Keramiken.
- Der Bewässerungsanbau von Reis findet, aus China kommend, in Südostasien Verbreitung.
- Entstehung des Gilgamesch- und Etana-Mythos.
- Die Große Churasan-Straße